# Maksym Łapuszenko
Maksym Serhijowycz Łapuszenko, ukr. Максим Сергійович Лапушенко (ur. 19 lutego 1992 w Kijowie) – ukraiński piłkarz, grający na pozycji obrońcy.

## Kariera piłkarska

### Kariera klubowa
Wychowanek Dynama Kijów, barwy którego bronił w juniorskich mistrzostwach Ukrainy (DJuFL). Karierę piłkarską rozpoczął 26 lutego 2010 w drużynie rezerw Dynama. 3 marca 2012 został piłkarzem mołdawskiej Dacii Kiszyniów. W międzyczasie grał również w zespole rezerw Dacia-2 Buiucani. 6 lipca 2015 przeszedł do portugalskiego klubu Leixões SC.

## Sukcesy i odznaczenia

### Sukcesy klubowe
- wicemistrz Mołdawii: 2012, 2013, 2014